# ピン止め効果

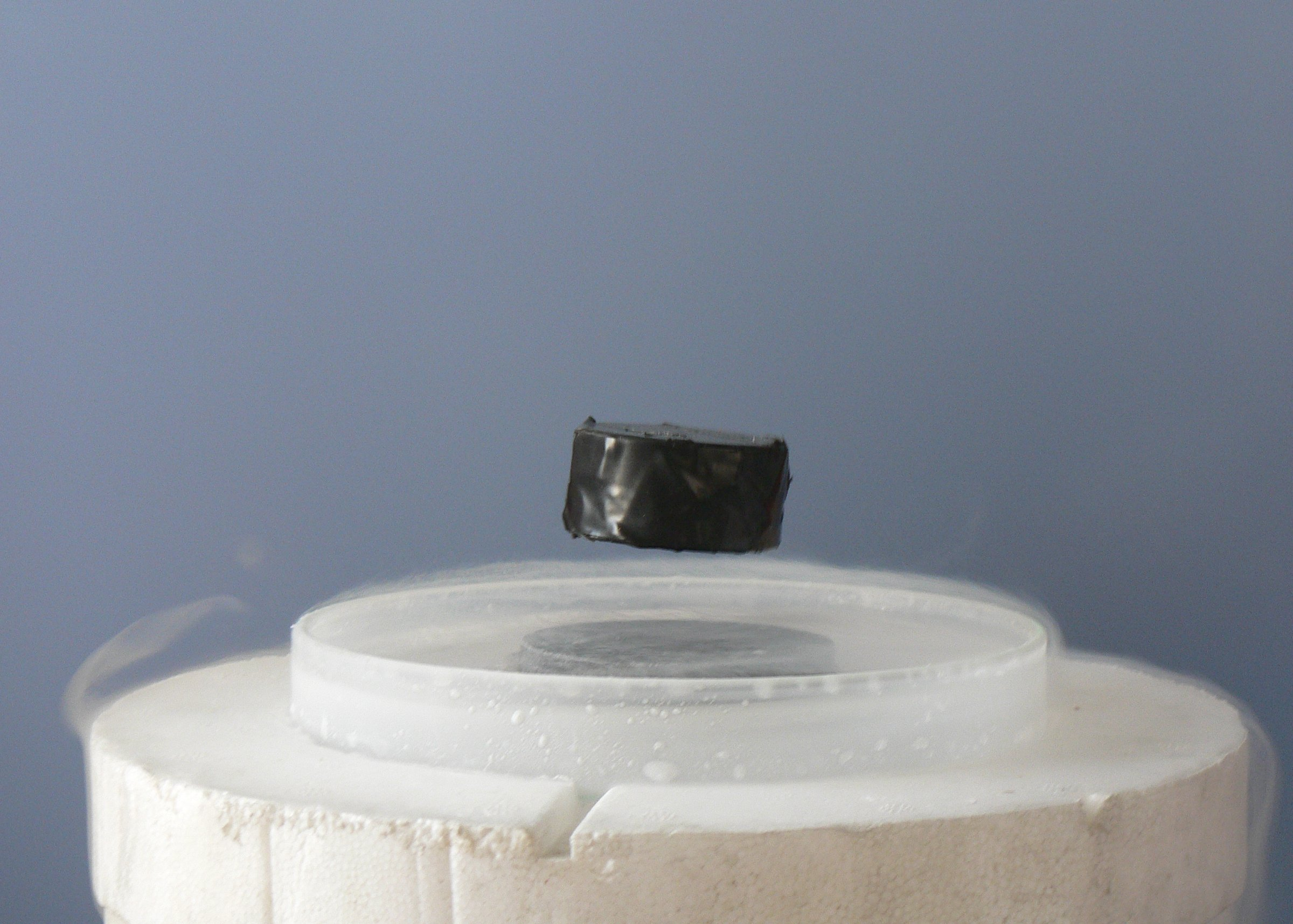
ピン止め効果によって宙に浮かぶ磁石

ピン止め効果（ピンどめこうか、英: flux pinning、磁束ピン止めともいう）とは、磁束が第二種超伝導体の内部にあるひずみや不純物などの常伝導部分に捕らえられ、ピンで止めたように動かなくなる現象。第二種超伝導体において、外部磁場が臨界磁場Hc1とHc2の間にあるときに起こる。

## 概要
磁束を完全に排除する第一種超伝導体にはみられない現象である。
量子化磁束が内部に侵入している第二種超伝導体に電流を流す場合を考える。このとき、電流によるローレンツ力のため、量子化磁束が電流に対して垂直方向に力を受ける。この力を受けて量子化磁束が超伝導体内部を移動すると、誘導起電力が発生し、超伝導体であるにもかかわらず電気抵抗が発生してしまう。
バルクの超伝導体に重粒子線を照射したり、不純物を導入したりすることでわざと欠陥をつくり、この欠陥に量子化磁束をトラップすることにより、誘導起電力による電気抵抗の発生を防ぐことができる。
また、超伝導薄膜においてはリソグラフィとエッチングによって（擬）三角格子状の穴（Anti-dots）を無数に開けることでロスを回避する手法がある。
常伝導体である転移温度以上の第二種超伝導体に磁場をかけておき、内部に磁場を侵入させておく。その状態で超伝導に転移させると、ひずみや不純物には磁束が侵入したままになる。あるいは、外力によって超伝導状態の第二種超伝導体を磁石に近づけて、磁石の磁束を超伝導体内部に押し込み、磁束を侵入させる。超伝導体部分ではマイスナー効果により磁場は排除され、侵入している磁束はピン止め効果によって一定位置に拘束される。このとき磁束量子同士はマクスウェルの応力により退け合い、欠陥など他の寄与がなければ三角格子状に整列する（アブリコソフ格子）。その後再び大きな外力の加えられるまでは、超伝導体に拘束された磁束によって、磁石と超伝導体の間の距離が一定範囲に保たれる。

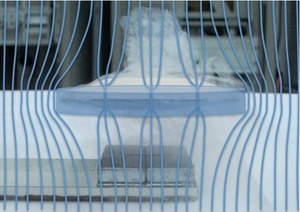
ピン止め効果:磁束線の概略図

超伝導体の上に磁石が浮上、または磁石の上に超伝導体が浮上して静止している現象（超伝導磁気浮上）は、しばしばその原理がマイスナー効果による磁束を退ける力だけであると誤解されることがある。マイスナー効果だけでは同極同士の磁石を近づけたときのように安定はせず、ピン止め効果だけでは超伝導体と磁石が引っ付いている、という状態もありうる。正しくは磁束を退けるマイスナー効果により浮上し、ピン止め効果による支持力により静止できる。